# Edred
Edred (cca 923 – 23. listopad 955) byl anglický král v letech 946 až do své smrti roku 955. Byl synem Eduarda I. a jeho manželky Eadgifu.
Na trůn nastoupil po svém starším bratrovi Edmundovi, který zahynul v potyčce. 16. srpna téhož roku byl posvěcen Ofou, arcibiskupem canterburským, v Kingstonu nad Temží poté, co mu slíbili oddanost vládci Walesu a knížata ze severní části země.

## Vláda
Podle Anglosaské kroniky Edred v roce 946 ovládl Northumbrii a Skotové mu odpřisáhli věrnost. Nicméně Edred byl brzy nucen řešit na severu země problémy. V historických pramenech existují jisté časové nesrovnalosti, ale je jisté, že si dva vikinští princové činili nárok na vládu v Northumbrii.
Jedním z nich byl Olaf, bývalý král Yorku, později se stal Edmundovým kmotřencem a spřáteleným králem, ale nakonec byl zavrhnut. Pokoušel se prosadit svého bratrance na trůn království Dublin, ale po drtivé porážce roku 947 byl nucen hledat své štěstí jinde. Krátce nato se mu podařilo ovládnout York. Zdá se, že v této pozici ho Edred toleroval. Nicméně Olaf byl krátce nato odstraněn z trůnu ve prospěch Erika z Northumbrie.
Druhým byl Erik, dřívější král Norska. Po několika úspěšných střetech dorazil do Northumbrie, kde se prohlásil jejím králem. Edred vyrazil rychle se svým vojskem na sever a na své cestě zničil mimo jiné chrám v Riponu. I když jeho vojsko utrpělo v bitvě u Castlefordu znatelné ztráty, dokázal své sily znovu obnovit. Vzhledem ke škodám, které v Northumbrii při svém tažení způsobil a pod pohrůžkou nového vpádu zaplatila Northumbrie Edredovi kompenzaci válečných nákladů.

## Smrt
Na konci svého života trpěl Edred potížemi trávicího ústrojí, které zřejmě byly příčinou jeho smrti. Edred zemřel 23. listopadu 955 a byl pochován ve starém chrámu ve Winchesteru. Zemřel jako starý mládenec bez potomků, a tak se jeho následníkem stal mladý synovec Edwy.